# Diamantes y pedernales
Diamantes y pedernales es la segunda novela del escritor peruano José María Arguedas publicada en 1954 conjuntamente con una reedición de Agua, su colección de cuentos publicada originalmente en 1935. Se le puede definir como novela corta, aunque algunos críticos consideran que se trata más bien de un relato o cuento largo.

## Publicación
Previamente a su publicación, el autor presentó su obra al Premio Fomento a la Cultura Ricardo Palma, sin obtenerlo. Luego lo publicó en 1954 bajo la edición de Juan Mejía Baca y Pablo Villanueva.
La publicación de esta obra marcó la reaparición de Arguedas como narrador, pues desde la publicación de su primera novela, Yawar Fiesta, en 1941, habían transcurrido trece años (si exceptuamos su cuento La muerte de los hermanos Arango, galardonado en México en 1955), lapso que no debe entenderse como una parálisis de su capacidad creativa, pues durante ese tiempo el escritor trabajó intensamente, consolidó su formación académica y preparó la que sería su mejor novela, Los ríos profundos, que publicó en 1958.

## Significado del título

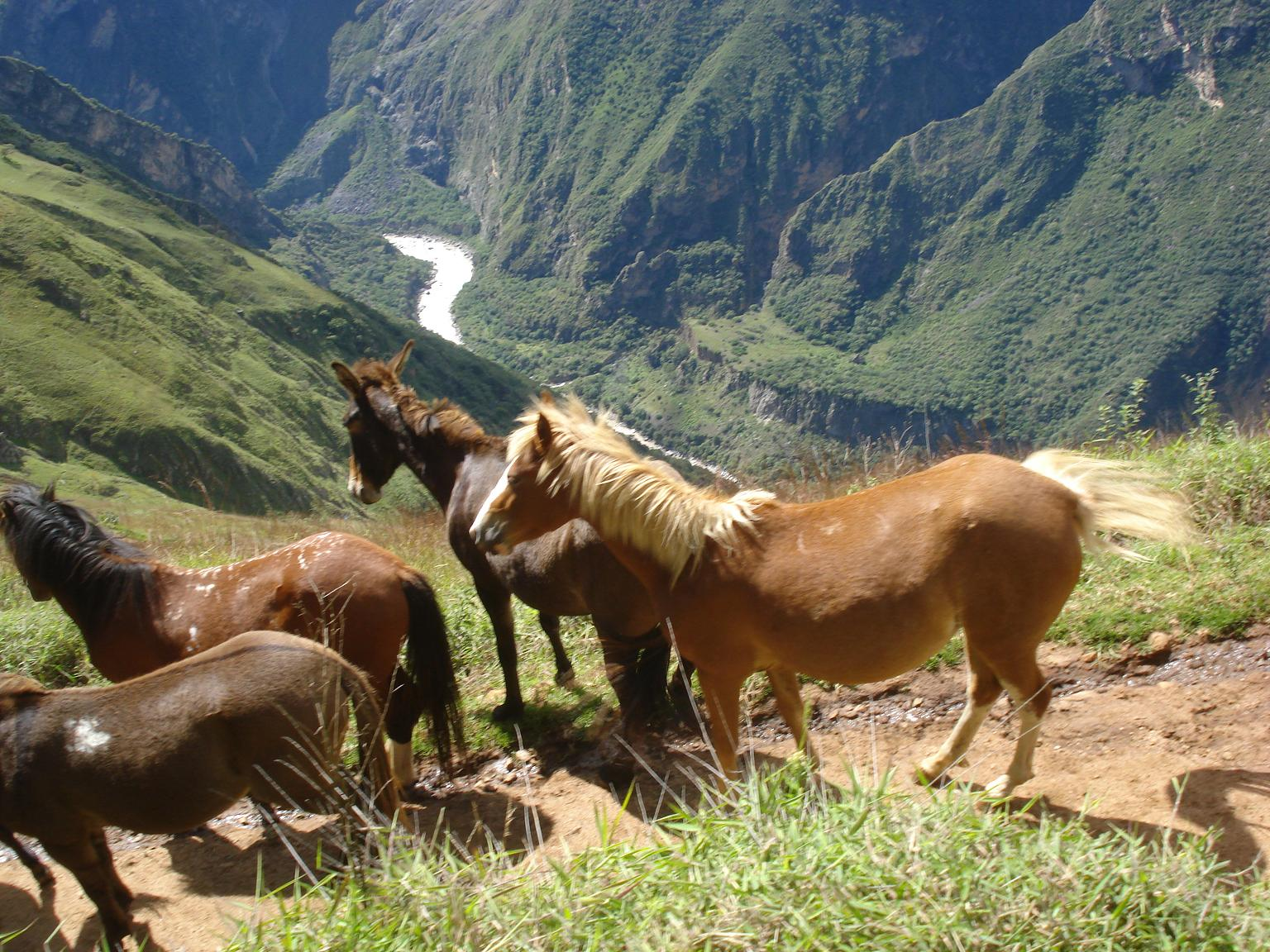
Río Apurímac, en su paso por Cachora, en medio de cañones o paredes rocosas escarpadas.

El título de la novela proviene de una frase que aparece en la misma obra, en el siguiente contexto:

Apurímac está cruzada por los ríos más profundos y musicales del Perú; ríos antiguos, poderosos, de corriente de acero, que han cortado los Andes en su parte más alta –pedernales y diamantes—, hasta formar abismos a cuyas orillas el hombre tiembla, ebrio de hondura, contemplando las corrientes que se van...

De la lectura de este fragmento se desprende que el autor hace un homenaje a la potencia de los ríos de Apurímac, que discurren en medio de rocosos precipicios en vertical, a los que han tallado como a pedernales y diamantes (metáfora que alude a la dureza de estos materiales). Señala a la vez que el sonido musical de esos ríos está impregnado en los pueblos de donde provienen Mariano e Irma la ocobambina, personajes de la obra, y ello explicaría la personalidad de cada uno de ellos.

## Argumento
La novela relata la incorporación del indio Mariano a la vida de una ciudad de la sierra, como arpista y cantante al servicio exclusivo del hacendado don Aparicio. Mariano es un incomprendido ser marginal a quien la gente común lo ve como un upa o idiota, pero al mismo tiempo reconocen su talento artístico. En paralelo se narra el amor de don Aparicio por Irma la ocobambina, que había sido traída por el hacendado desde un pueblo lejano. Este amorío es correspondido, pero se ve luego perturbado por la llegada de Adelaida, una hermosa joven costeña de la que don Aparicio se enamora apasionadamente. Mariano se ve envuelto en las artimañas que la sufrida Irma planea para atraer nuevamente a don Aparicio, lo que provoca la ira de este. En el calor de la disputa, don Aparicio arroja a Mariano desde un balcón, ocasionándole la muerte. Como expiación a su crimen, el hacendado abandona la ciudad, mientras que la población rinde honrosa sepultura a Mariano y acoge a la desamparada Irma.

## Época
Aparentemente los sucesos de la novela están ambientados en los años 1920, época en la que todavía existía un abismo insalvable entre los habitantes de la costa y los de la sierra, tendencia que empezaría a revertirse muy lentamente al empezar las primeras migraciones de campesinos de la sierra a la costa.

## Escenario

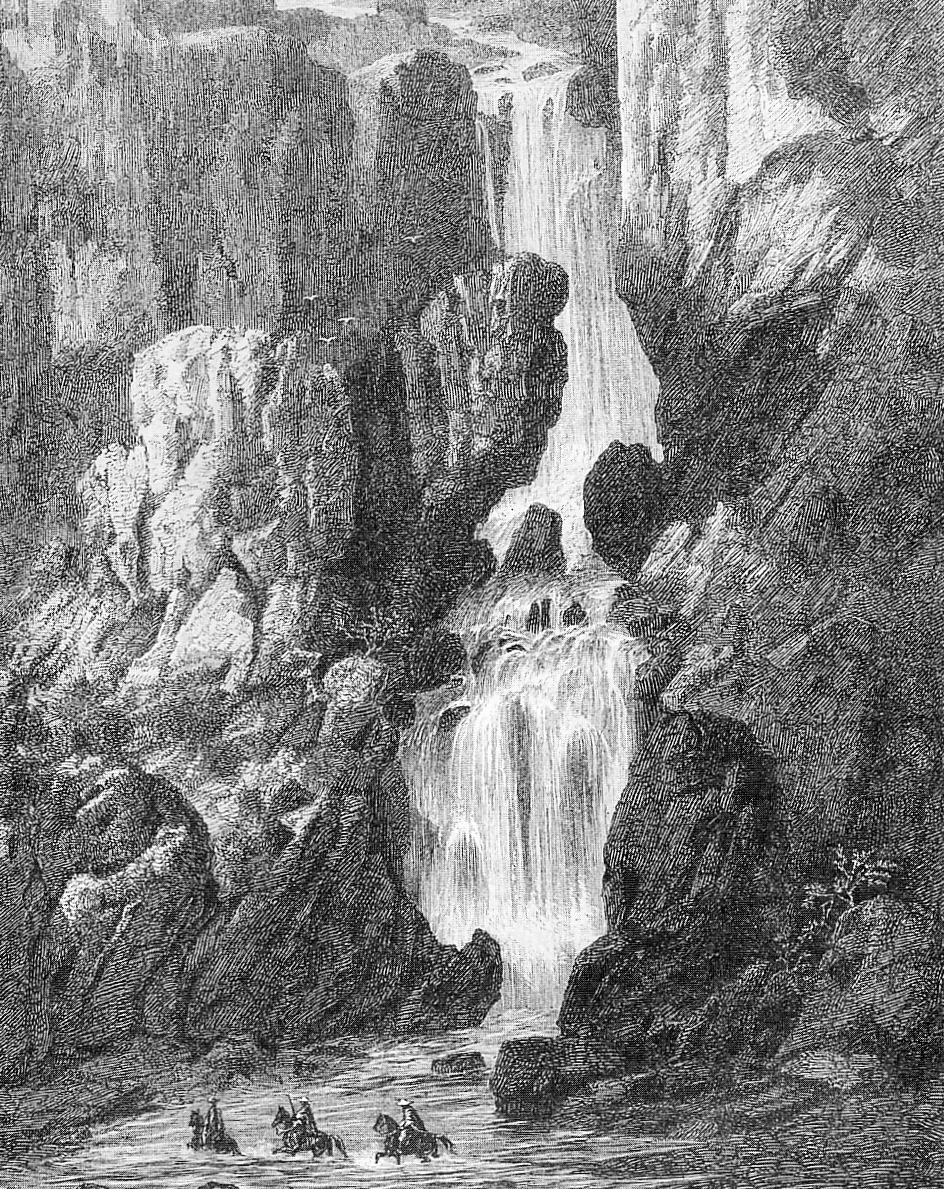
Cascadas de Ocobamba, en Apurímac, de donde es oriunda Irma, uno de los personajes de la obra. Grabado del.

Los sucesos transcurren principalmente en la capital de una provincia de la sierra central peruana (cuyo nombre no se menciona, aunque presumiblemente esté en el departamento de Apurímac), conformada por seis barrios, de los cuales se mencionan el barrio de Challwa, el más antiguo, y el barrio de Alk’amare, situado en la parte alta y conformado por ayllus (grupos de familias de indígenas) encabezados por un varayok (alcalde indio). Cerca de la ciudad se halla el pueblo de Lambra, de donde proviene don Aparicio, que por ello es a veces mencionado como el «señor de Lambra». Se menciona también a Ocobamba (Apurímac) como un pueblo lejano de donde proviene Irma, y hacia el cual don Aparicio decide marchar al final del relato; y el pueblo de Mariano, también algo distante, que es descrito como una comunidad de indígenas que se dedican al cultivo de árboles frutales, cuyo producto venden en las ciudades cercanas.

## Estructura
La novela está compuesta por seis capítulos, con diferentes apartados o escenas en cada uno de ellos, que en su conjunto conforman un total de 23 escenas.
Los capítulos no llevan títulos y solo están numerados con dígitos romanos, pero se les puede resumir del siguiente modo:
1. La relación entre don Aparicio y Mariano.
2. La vida de Mariano antes de su llegada a la ciudad.
3. Llegada de la joven Adelaida y su madre a la ciudad.
4. La entrega de flores a Adelaida por orden de don Aparicio.
5. El amorío entre don Aparicio e Irma la ocobambina.
6. Muerte y entierro de Mariano.

## Personajes

### Principales
- Mariano, un indio, hábil arpista y cantante, a quien le dicen upa, apelativo con el que en el habla quechua se designa al idiota o persona abstraída, «el que no oye». Siempre va acompañado de un killincho o cernícalo, a quien llama «inteligente Jovín». Nacido en un pueblo frutero, se traslada a la capital de la provincia donde es acogido por don Aparicio, quien, fascinado por su música, lo contrata para su servicio exclusivo. También ejercía como ayudante de sastre.[7][10][11]
- Don Aparicio, mestizo, joven y corpulento, terrateniente de Lambra, instalado en la capital de la provincia. Es un cruel abusador de los indios y un donjuán empedernido; seduce a innumerables mujeres a quienes luego abandona. Va siempre montado en un potro negro, al que llama Halcón.[5][12]
- Irma o la ocobambina, mestiza, natural de un pueblo lejano, de Apurímac. Fue raptada por don Aparicio, quien la convierte en su querida favorita. Ella le corresponde fielmente.[11]
- Adelaida, una bella costeña, rubia y de ojos azules, que llega al pueblo acompañada de su madre, viuda de un músico italiano. Don Aparicio se enamora intensamente de ella aunque su amor queda limitado a la manera platónica.[11]

### Secundarios
- Don Félix, el mayordomo de don Aparicio.
- Antolín, el hermano mayor de Mariano, es un indio que se dedica al comercio de frutas, que lleva a las ciudades en mulas.

## Resumen
Los sucesos transcurren principalmente en la capital de una provincia de la sierra peruana, donde cuatro personas foráneas entrecruzan sus vidas: el arpista Mariano, el hacendado don Aparicio, Irma la ocobambina y Adelaida la costeña.
Mariano, un eximio arpista y cantante de huaynos, a quien la gente común lo ve como un upa o idiota por su carácter ensimismado, llega al villorrio acompañado de su cernícalo (killincho), a quien llama «inteligente Jovín». Era originario de un pueblo frutero cercano, del que partió instigado por su hermano Antolín, quien le aseguró que en la capital de la provincia triunfaría pues los arpistas eran muy apreciados y solicitados.
En la ciudad, Mariano conoce a don Aparicio, joven terrateniente que tiene bajo su mando a muchos indios. Este personaje era también foráneo pues provenía del pueblo de Lambra, donde tenía latifundios. Don Aparicio se siente fascinado por la música de Mariano y lo acoge, tratándole de “don”, pero le obliga a que toque solo para él.
Don Aparicio es un enamorador empedernido y seduce a muchas mujeres, siendo su preferida una mestiza llamada Irma, natural de Ocobamba, a quien había raptado separándola de su familia. Sin embargo, cuando llega al pueblo una joven costeña llamada Adelaida, don Aparicio queda deslumbrado con la belleza de esta mujer, rubia y de ojos azules. Él asume que lo que siente por Adelaida es amor, ya que esta le genera un dolor que ni siquiera la música de Mariano logra calmar. Don Aparicio colma de regalos a la recién llegada y de esta manera se siente con dominio sobre ella, aunque sin saber para qué la quiere.

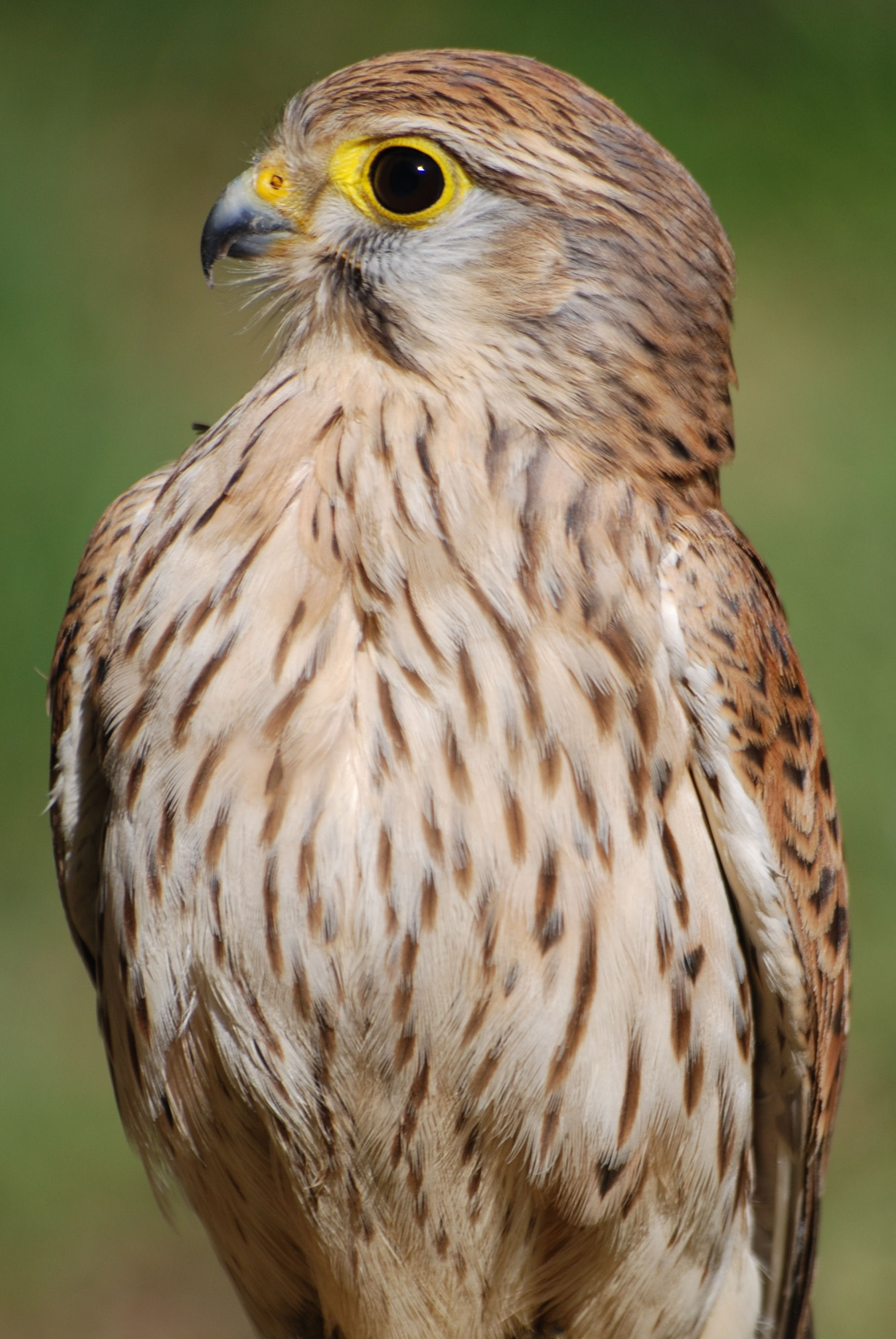
Cernícalo o Killinchu, el ave que Mariano el arpista llevaba siempre consigo.

Todo ello entristece a Irma, quien se había mostrado fiel al terrateniente. Celosa, trama un plan para recuperar el amor de don Aparicio: lleva con engaños a Mariano a su casa y lo oculta. Cuando llega don Aparicio, Irma empieza a cantarle, siguiéndole don Mariano con los acordes de su arpa, tal como habían acordado. Pero don Aparicio se da cuenta de la presencia del arpista, se precipita sobre él, le destroza su arpa y lo expulsa de mala manera, pues considera su acto como una traición. Mariano siente mucho pesar y espera al patrón en la puerta de su habitación para pedirle perdón, pero don Aparicio no acepta sus disculpas y le ordena que se marche. Pero ante la insistencia de Mariano, don Aparicio pierde el control y lo lanza por la baranda desde el segundo piso hacia el patio. Producto de la caída don Mariano fallece. Impactado por el hecho, don Aparicio ordena a su gente que digan que se trató de un accidente y que su caballo le había dado una coz en la cabeza al arpista.
Mariano es velado en casa de don Aparicio y enterrado con una ceremonia digna de un comunero grande, que preside el mismo alcalde de la comunidad o varayok. Esta muerte pesa mucho al joven terrateniente y sirve para que empiece a redefinir su existencia disipada.
Don Aparicio planea vengarse de Irma: imagina casarse con ella para hacerla sufrir toda la vida, pero finalmente decide marcharse definitivamente de la ciudad. Se despide fríamente de Adelaida antes de alejarse, montado en su potro negro y llevándose al cernícalo de Mariano, a quien alimenta con un pedazo de carne que destaja del cuello de su propio caballo. Su partida hacia un lugar indefinido tiene como propósito expiar de alguna manera su culpabilidad en la muerte del arpista. Mientras que Irma es acogida por la comunidad, al considerársela como la única cercana al finado Mariano, por quien había llorado sinceramente en su sepelio.

## Crítica
En su momento, críticos literarios como Carlos Eduardo Zavaleta señalaron los defectos de la obra, como la narración fragmentaria, con cambios bruscos de escenas y personajes, más aún tratándose de una novela corta, lo que pudiera ocasionar que la emoción o el interés del lector por la trama central se pierda, defecto que también notaron en los cuentos de Agua.
En general, los críticos consideraron esta novela como una obra menor y de calidad discutible, que no estaría al mismo nivel de las grandes novelas de Arguedas como Yawar Fiesta o Los ríos profundos. Mario Vargas Llosa, por ejemplo, en La utopía arcaica solo le dedica breves líneas, mencionándolo en el rubro de los cuentos o relatos cortos de Arguedas.
Sin embargo, Antonio Cornejo Polar (que al principio suscribía los pareceres anteriores) ha reconocido que la obra es de suma importancia en el desarrollo de la narrativa arguediana, ya que su significación no estaría colocada, como comúnmente sucede con las novelas indigenistas-realistas, a nivel del suceso o las acciones, sino en la densa construcción simbólica que estas configuran, todo ello dentro de un sustrato cultural muy definido, es decir la cultura quechua. El simbolismo de cada uno de los personajes y sus acciones sería pues la clave para valorar idóneamente la novela.